# Abdureim Reşidov
Abdureim Reşidov (ros. Абдраим Измаилович Решидов, ur. 24 lutego?/8 marca 1912 we wsi Mamaşay (obecnie Orłowka) k. Sewastopola, zm. 24 października 1984 w Symferopolu) – radziecki lotnik wojskowy, podpułkownik lotnictwa, Bohater Związku Radzieckiego (1945).

## Życiorys
Był krymskim Tatarem. Do 1929 skończył 5 klas szkoły, później pracował w warsztatach lotniczych w Kaczyńskiej Wojskowej Wyższej Szkole Lotniczej dla Pilotów, w 1932 ukończył szkołę lotniczą w Symferopolu. Od listopada 1933 służył w Armii Czerwonej, uczył się w wojskowej szkole lotniczej w Ługańsku i następnie w Odessie (do grudnia 1934), był pilotem 10 eskadry w Charkowskim Okręgu Wojskowym, a od maja 1938 do kwietnia 1940 oddziału lotniczego szkoły artylerii zenitowej w Sewastopolu. Od kwietnia do czerwca 1940 był pilotem 160 rezerwowego pułku lotniczego, następnie starszym lotnikiem i dowódcą klucza 5 pułku lotnictwa bombowego w Odeskim Okręgu Wojskowym.
Od czerwca 1941 do lipca 1942 dowodził kluczem i eskadrą 5 pułku lotnictwa bombowego/8 gwardyjskiego pułku lotnictwa bombowego na Froncie Południowym. Uczestniczył w walkach obronnych w Mołdawii, na południu Ukrainy i w Donbasie, w rostowskiej operacji obronnej i zaczepnej, operacji barwienkowo-łozowskiej i w bitwie charkowskiej. W czerwcu 1943 ukończył kursy doskonalenia przy Wojskowej Akademii Powietrznej ewakuowanej do Czkałowa (obecnie Orenburg) i został dowódcą eskadry 15 samodzielnego zapasowego pułku lotniczego w obwodzie saratowskim, od października 1943 do maja 1945 był dowódcą eskadry i zastępcą dowódcy 854 pułku lotnictwa bombowego/162 gwardyjskiego pułku lotnictwa bombowego, walcząc na Froncie Stepowym (październik 1943), 2 (październik 1943-lipiec 1944) i 1 Froncie Ukraińskim (lipiec 1944-maj 1945) i biorąc udział w bitwie o Dniepr, operacji kirowohradzkiej, korsuń-szewczenkowskiej, humańsko-botoszańskiej, lwowsko-sandomierskiej, sandomiersko-śląskiej, górnośląskiej, berlińskiej i praskiej. Wykonał 191 lotów bojowych, atakując siłę żywą i technikę wojskową wroga, w walkach powietrznych jego załoga strąciła 8 samolotów wroga. 16 stycznia 1945 bombardował niemieckie pociągi k. stacji Skarżysko-Kamienna.
Po wojnie do lipca 1947 służył w Siłach Powietrznych jako zastępca dowódcy 162 gwardyjskiego pułku lotnictwa bombowego w Centralnej Grupie Wojsk w Austrii, od lipca do września 1947 był lotnikiem-inspektorem ds. techniki pilotażu 8 Gwardyjskiej Dywizji Lotnictwa Bombowego, a od września 1947 do marca 1949 zastępcą dowódcy 80 gwardyjskiego pułku lotnictwa bombowego w Centralnej Grupie Wojsk, w listopadzie 1949 ukończył wyższe kursy oficerskie w Lipiecku i został zastępcą dowódcy 55 pułku lotnictwa bombowego. Od marca do czerwca 1950 dowodził 836 pułkiem lotnictwa bombowego w Nadmorskim Okręgu Wojskowym, w czerwcu 1950 został zwolniony z armii, jednak już w październiku 1950 przywrócony do służby, został zastępcą dowódcy szkolnego pułku lotniczego w wojskowej szkole lotniczej w Engelsie. Od lutego do lipca 1953 dowodził 857 pułkiem lotnictwa bombowego w Białoruskim Okręgu Wojskowym, od czerwca 1953 do kwietnia 1954 był zastępcą dowódcy 13 gwardyjskiego pułku lotnictwa bombowego w Zakaukaskim Okręgu Wojskowym, a od kwietnia do grudnia 1954 szefem sztabu 1106 pułku lotnictwa bombowego w Zakaukaskim Okręgu Wojskowym. Od lutego 1955 do lutego 1957 był szefem sztabu 751 pułku lotnictwa bombowego na Kamczatce (w Dalekowschodnim Okręgu Wojskowym), a od lutego 1957 do maja 1958 zastępcą szefa sztabu 243 Mieszanej Dywizji Lotniczej na Kamczatce, następnie został zwolniony do rezerwy w stopniu podpułkownika. 
Mieszkał w Stawropolu, później w Nalczyku, pracując jako szef działu zaopatrzenia materiałowo-technicznego Zarządu Transportu Samochodowego Kabardyno-Bałkarskiej ASRR, a od 1968 w Symferopolu.

## Odznaczenia
- Złota Gwiazda Bohatera Związku Radzieckiego (27 czerwca 1945)
- Order Lenina (dwukrotnie, 23 lutego 1945 i 27 czerwca 1945)
- Order Czerwonego Sztandaru (trzykrotnie, 23 lutego 1942, 15 maja 1945 i 3 listopada 1953)
- Order Aleksandra Newskiego (21 września 1944)
- Order Czerwonej Gwiazdy (20 czerwca 1949)
- Medal „Za zasługi bojowe” (3 listopada 1944)
- Krzyż Wojenny Czechosłowacki 1939 (Czechosłowacja)

I inne medale ZSRR oraz odznaczenia zagraniczne.